# Charlotte d'Aragon-Naples
Charlotte d'Aragon-Naples (1480 - 16 octobre 1506, Vitré), princesse de Tarente, est l'héritière du royaume de Naples.

## Famille
Elle est la fille aînée de Frédéric Ier, roi de Naples (1496-1501), puis comte du Maine et d'Anne de Savoie, nièce de Louis XI de France. Leur mariage fut arrangé par ce dernier qui avait constitué à sa nièce une dot de 12 000 livres de rente, et le contrat fut signé le 1er septembre 1478, à la Lande, au diocèse de Chartres.

## Biographie

### Venue en France
Charlotte perdit sa mère à sa naissance en 1480. Comme elle était descendante du roi Charles VII de France par Yolande de France, sa grand-mère et sœur de Louis XI, ce dernier assigna, en août 1480, 12 000 livres tournois de rente au profit de Charlotte sur les seigneuries de Villefranche-de-Rouergue, Villeneuve, Peyrusse, Rieuperoux, la Salvetat, Montrosier, la Roque-Boillac, dit Pétrasac, Flagnac, Marcillac, Cassanges-Comtaux, érigées en comté de Villefranche, par lettres patentes de la Motte-d'Égry, puis du Plessis-du-Parc-lèz-Tours, en janvier 1483. 
Elle fut élevée à la cour de France en compagnie de Marguerite d'Autriche, fille de Maximilien Ier du Saint-Empire, fiancée du roi Charles VIII. Elle y resta après le départ de Marguerite que le roi renvoya pour épouser la duchesse de Bretagne. Charlotte dut à sa proche parenté avec la maison de France de trouver à la cour un honorable asile. Elle fut élevée à la cour de France avec le titre de première demoiselle de la reine Anne. On la traita en fille de roi et on lui fournit une maison spécialement montée à ses ordres.
Elle fut d'abord fiancée au roi d'Écosse. César Borgia, duc de Valentinois, convoitant les droits que la princesse d'Aragon avait sur le royaume de Naples, voulut l'avoir en mariage. Sous prétexte d'apporter au roi Louis XII les bulles du Pape que ce prince demandait pour son mariage avec la veuve de Charles VIII, il vint étaler à la cour de France un luxe qu'il poussa jusqu'à l'extravagance.
Charlotte reçut avec répugnance les avances de César. Elle répondit à Louis XII, qui lui faisait part de sa demande, que si, pour prix du sacrifice qu'on exigeait d'elle, le roi vouloit assurer le trône à son père et à ses frères en se désistant des droits qu'il réclamoit sur le royaume de Naples, elle étoit disposée à obéir.

### Mariage
Les conventions de son mariage avec Nicolas de Laval furent arrêtées à Vierzon, le 27 janvier 1499. Une procuration donnée par son père, le 27 mars 1499, enjoignait à Guillaume de Poitiers-Valentinois de chercher à la marier au gré du roi.
Nicolas, ayant accompagné la princesse Anne et le roi Louis XII, son époux, en 1500, au voyage de Lyon, il fut du tournoi qui s'y donna en l'honneur de leurs majestés, et fut le chef du parti de la reine. Le 20 juillet, le mariage fut célébré dans l'église Sainte-Croix de Lyon. Et à ce mariage, dit Bertrand d'Argentré, furent faicts d'étranges tournoys, et les lices tendues de draps de soye en la place de Grenette.

### Alliance
Cette alliance mêlait le sang de la maison de Laval avec celui des maisons de France, d'Espagne, d'Aragon et de Savoie. Ce mariage pouvait promettre beaucoup à Nicolas. Par le contrat de leur mariage, Frédéric Ier s'engagea à verser à son gendre les cent mille livres de la dot de sa fille ; et, tout en exigeant l'engagement pour elle et ses ayants droit de respecter les droits successifs de ses héritiers mâles, Frédéric reconnut pour la postérité de Charlotte le droit d'hériter à son tour, à défaut des mâles. 
Néanmoins, Frédéric, père de Charlotte, chassé de ses Etats, vint mourir en France. Il avait perdu son trône et sa fortune. Il ne resta au sire de Laval que l'honneur d'une alliance qui le rattachait à toutes les maisons royales d'Europe. Les chances qu'avait Charlotte d'occuper le trône de Naples étaient nulles ; et, Nicolas en l'épousant ne dut pas les faire entrer en ligne de compte. Sans doute, épouser la fille d'un roi, une nièce de Louis XI, la favorite de la reine Anne de Bretagne, et compter sur une dot de cent mille livres, était bien suffisant à ses yeux pour constituer une alliance.

### Décès
Charlotte ne vécut que six ans avec son mari, mourant à Vitré, le 6 octobre 1506, en couche d'Anne de Laval. Le corps de Charlotte fut enseveli à la Collégiale Saint-Tugal de Laval, le 11 octobre, par le cardinal Philippe de Luxembourg.

### Principauté de Tarente
Princesse de Tarente, sa fille Anne de Laval épousa François de La Trémoille, vicomte de Thouars et lui apporta ses prétentions au trône de Naples en l'année 1521, et de là vient le titre d'altesse accordé à leurs descendants. Ils avaient en outre, avant 1789 le rang de princes étrangers.

## Sources
- Histoire de Thouars, 1870, Les Mémoires de la Société de statistique, sciences et arts des Deux-Sèvres (Série 2 - Tome X), par Hugues Imbert.